# جو إيواسي
جو إيواسي (باليابانية: 磐瀬 剛) (مواليد 28 يونيو 1995)، هو لاعب كرة قدم ياباني سابق كان يلعب كمدافع.

## وصلات خارجية
- جو إيواسي على موقع رابطة كرة القدم اليابانية للمحترفين (اليابانية)
- جو إيواسي على موقع دوري كوريا الجنوبية (الإنجليزية)
- جو إيواسي على موقع قاعدة بيانات كرة القدم.إي يو (الإنجليزية)
- جو إيواسي على موقع Soccerway.com (الإنجليزية)
- جو إيواسي على موقع عالم كرة القدم.نت (الإنجليزية)